# Samsung Galaxy A20e
A Samsung Galaxy A20e egy olyan Androidos okostelefon, amelyet a Samsung Electronics tervezett, fejlesztett, gyártott és forgalmazott a Samsung Galaxy A széria részeként. A Samsung Galaxy A20e 2019. április 10-én került forgalomba.

## Specifikációk
A Samsung Galaxy A20e egy 5,8 hüvelykes telefon, amely 720×1560 pixeles PLS TFT kijelzővel rendelkezik és maximum 521 nit fényerőre képes és 296 ppi-re. A telefont a kijelző 80,4%-a fedi le. A telefon 141 grammos, 147,4×69,7×8,4 mm. A telefon Nano SIM-et fogad magába és DUAL SIM-es a készülék. Android 9-el debütált és már elérhető rá az Android 10. Egy 14 nanométeres Exynos 7884 chip-et kapott és egy Octa-core (2x1.6 GHz Cortex-A73 & 6x1.35 GHz Cortex-A53) CPU-t kapott, a GPU-ja egy Mali-G71 MP2. A készülék 3 GB RAM-mal és 32 GB-os tárhellyel érkezik, amely bővíthető 256 GB-ig. A telefon kapott egy 13 megapixeles széles látószögű kamerát és egy 5 megapixeles ultraszéles látószögű kamerát. A telefon rendelkezik LED vakuval is és a hátlapi kamerája FULL HD 60 fps-ben rögzít videót. Az előlapi kamerája 8 megapixeles és FULL HD 30 fps-ben rögzít videót. A telefon rendelkezik jack-el, WiFi 802.11 b/g/n-el, WiFi Direcktel, Hostopttal, Bluetooth 5.0-val, Glonassal, Galileoval, GPSel, NFC-vel, FM rádióval, USB 2.0-val, Type C 1.0-val, ujjlenyomat olvasóval. A telefon vezetékesen 15 wattal tölthet, de vezeték nélkül nem tölthető a telefon. Az A20e kapható fekete, fehér, kék és koral színben.